# Marguerite Florio
Pour les articles homonymes, voir Florio.
Marguerite Florio, née le 13 avril 1944 à Lausanne (originaire de Montherod), est une personnalité politique suisse, juge et avocate, membre du Parti libéral suisse (PLS). Elle est députée du canton de Vaud au Conseil national de novembre 1998 à décembre 1999.

## Biographie
Marguerite Florio naît le 13 avril 1944 à Lausanne. Elle est originaire d'une autre commune du canton de Vaud, Montherod.
Elle fait ses études secondaires inférieures au Collège du Belvédère et y obtient son certificat de fin d'études en 1960, en latin-grec. Après avoir brièvement entamé des études de médecine, elle bifurque vers le droit. Elle obtient sa licence à l'Université de Lausanne en 1967, puis soutient sa thèse deux ans plus tard en 1969. 
Elle se marie la même année et part avec son époux à Madagascar. Elle y reste quatre ans et y enseigne notamment le droit français et le droit malgache dans une école. Elle divorce et rentre en Suisse avec son fils. Elle obtient son brevet d'avocat à la fin de 1975.
Elle est nommée juge suppléant au Tribunal cantonal à l'âge de 33 ans et devient ainsi la première femme à y exercer cette fonction, pendant douze ans.

## Parcours politique
En 1985, elle s'oppose à la révision du droit du mariage, qui introduit le régime de la participation aux acquêts. Fin décembre 1991, elle est nommée secrétaire générale du Parti libéral lausannois. 
Elle siège au Conseil communal (législatif) de Lausanne de 1990 à 1995,. Candidate au Conseil national en 1995, elle n'est pas élue, mais accède à la Chambre basse du Parlement fédéral le 30 novembre 1998, en remplacement de la démissionnaire Suzette Sandoz. Elle y est membre de la Commission des affaires juridiques (CAJ). En 1999, elle s'oppose au projet d'assurance-maternité en raison de l'absence de financement. Elle se représente pour un nouveau mandat en octobre 1999, mais n'est pas réélue, notamment selon le quotidien Le Temps en raison de son opposition à l'assurance-maternité.

### Positionnement politique
Le quotidien Le Temps la place très à droite sur l'échiquier politique. 